# Axel Kiefer
Axel Kiefer (* 19. November 1936; † 31. Mai 2013 in Wuppertal) war ein deutscher Fußballspieler.

## Karriere
Axel Kiefer, Sohn eines Metzgers, wurde im Februar 1956 von dem Trainer des Wuppertaler SV, Raymond Schwab, von dem SSV 1904 Elberfeld in die 1. Mannschaft des WSV berufen, in der er bis 1962 blieb. Für die Bergischen bestritt er in der Oberliga West 75 Spiele, in denen er sieben Treffer erzielte. Im Februar 1957 wurde er zusammen mit Horst Szymaniak von Bundestrainer Sepp Herberger in die Sportschule Duisburg zu einem Sichtungslehrgang geholt.
Nach Differenzen mit dem Trainer Robert „Zapf“ Gebhardt wechselte er 1962 zum ETB Schwarz-Weiß Essen. In deren Regionalligaelf brachte er es auf 82 Einsätze und 20 Tore. Nach Ende seiner Fußballkarriere mit knapp 30 Jahren trat er in das elterliche Fleischereigeschäft ein.

## Nachweise
1. ↑  Lorenz Knieriem/Hardy Grüne: Spielerlexikon 1890–1963. AGON, Kassel o. J. [2006], ISBN 3-89784-148-7, S. 188
2. ↑  Achim Nöllenheidt (Hrsg.): Fohlensturm am Katzenbusch. Die Geschichte der Regionalliga West 1963–1974. Band 2, Klartext, Essen 1995, ISBN 3-88474-206-X, S. 120.

| Personendaten    | Personendaten            |
| ---------------- | ------------------------ |
| NAME             | Kiefer, Axel             |
| KURZBESCHREIBUNG | deutscher Fußballspieler |
| GEBURTSDATUM     | 19. November 1936        |
| STERBEDATUM      | 31. Mai 2013             |
| STERBEORT        | Wuppertal, Deutschland   |